# Красноспинная крапивниковая муравьеловка
Красноспинная крапивниковая муравьеловка, или рыжеспинный муравьиный крапивник (лат. Formicivora erythronotos), — вид птиц из семейства типичных муравьеловковых.
Этих птиц не видели в течение ста лет, до того, как вид был вновь открыт в 1987 году.

## Распространение
Эндемики Бразилии. Встречаются только в небольшом районе на юге штата Рио-де-Жанейро. Ареал вида мал и фрагментирован. Численность популяции оценивают в 1000—2499 особей.

## Описание
Длина тела примерно 11 см. Самцы чёрные с красноватой спинкой и тремя белыми полосками на крыльях. Клюв чёрный, хвост длинный. Самки выглядят аналогично, но окрашены не в чёрный цвет, а в коричневато-оливковый.

## Биология
Гнездо имеет форму чаши. Самка откладывает 2 яйца. В уходе за птенцами принимают участие оба родителя.

## Охранный статус
МСОП присвоил виду охранный статус EN.